# موس دیوف
موس دیوف (انگلیسی: Mouss Diouf; ۲۸ اکتبر ۱۹۶۴ – ۷ ژوئیهٔ ۲۰۱۲) بازیگر اهل فرانسه بود.
از فیلم‌ها یا برنامه‌های تلویزیونی که وی در آن نقش داشته‌است می‌توان به استریکس و اوبلیکس: مأموریت کلئوپاترا و مسابقه اشاره کرد.